# Hornillos de Eresma
Hornillos de Eresma ist ein nordspanischer Ort und eine Gemeinde (municipio) mit 171 Einwohnern (Stand: 2024) in der Provinz Valladolid in der autonomen Region Kastilien-León. 

## Geografie
Hornillos de Eresma liegt im Süden der Provinz Valladolid etwa 30 Kilometer südlich vom Stadtzentrum von Valladolid in einer Höhe von ca. 720 m. 

## Bevölkerungsentwicklung
| 357 | 380 | 313 | 196 | 151 | 166 | 188 | 174 |

## Sehenswürdigkeiten

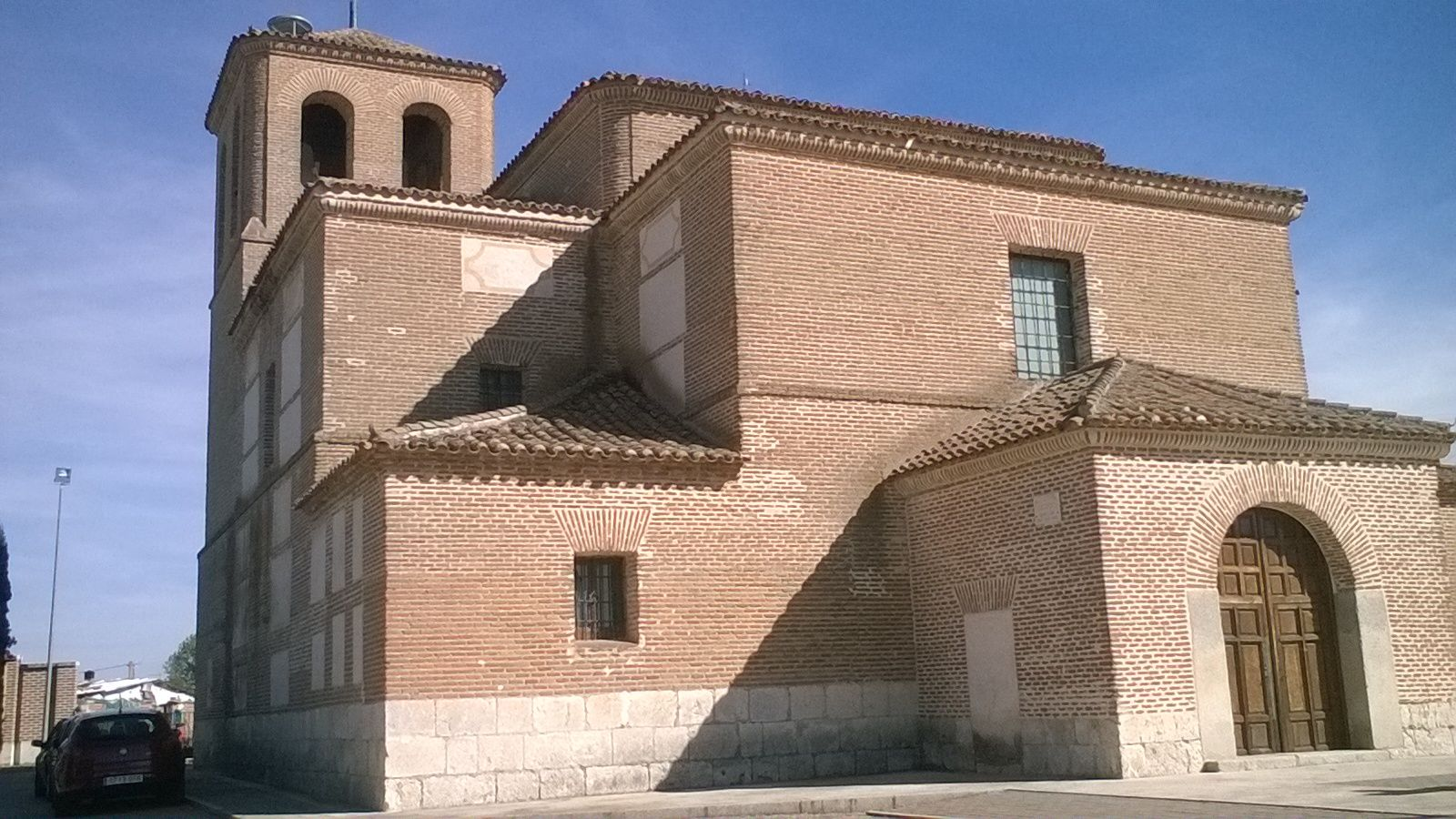
Michaeliskirche
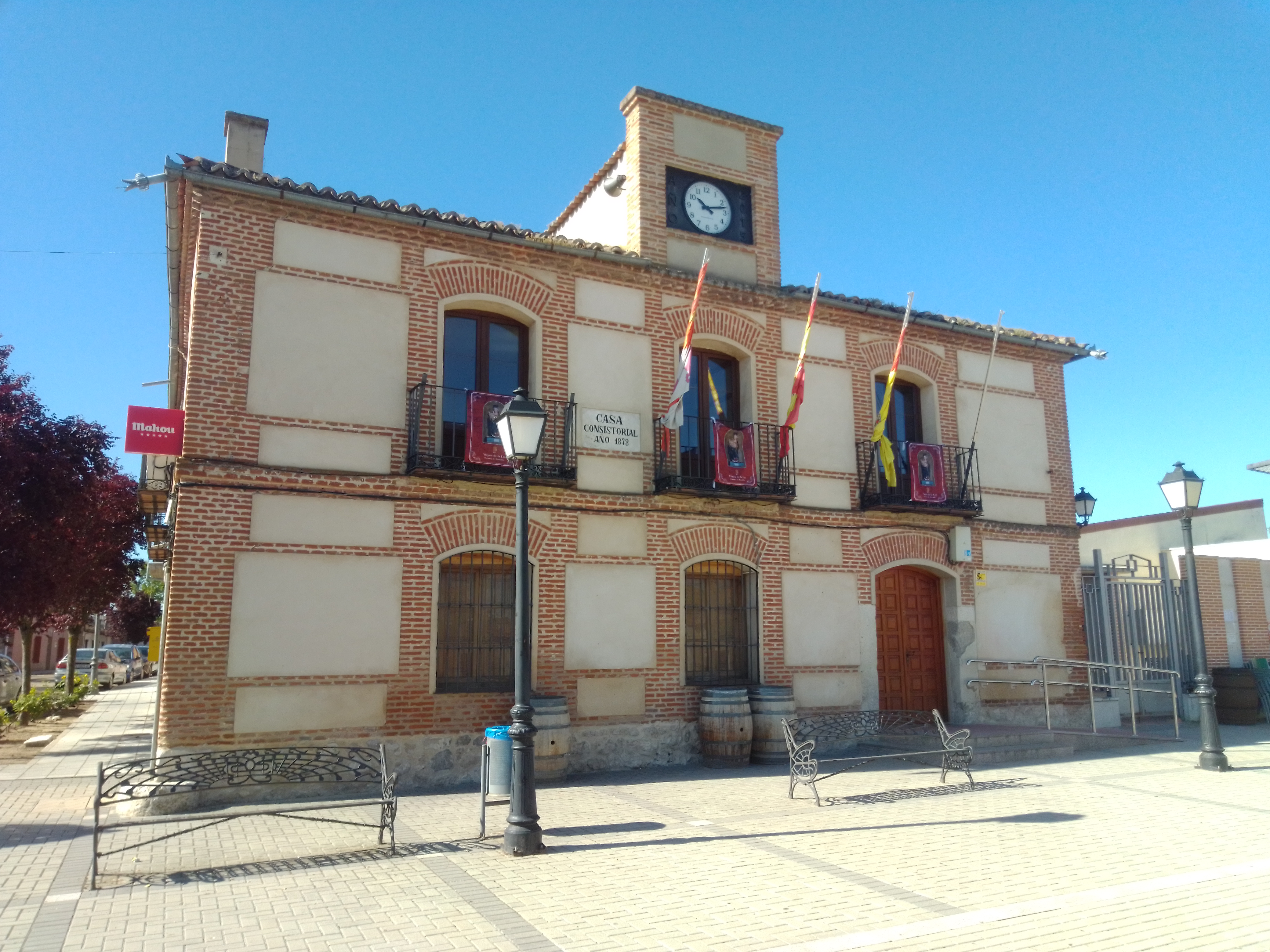
Rathaus

- Michaeliskirche
- Rathaus